# Triakitétraèdre tronqué
Le triakitétraèdre tronqué est un polyèdre convexe à 16 faces : 4 groupes de 3 pentagones rattachés aux mêmes sommets, et 4 hexagones dans les trous. Il est obtenu par la troncature des 4 sommets d'un triakitétraèdre où il y avait 6 faces réunies. Les quatre hexagones qui le composent sont réguliers, mais les 12 pentagones sont irréguliers.
Un polyèdre topologiquement équivalent peut être construit en utilisant 12 pentagones réguliers et 4 hexagones réguliers (mais les faces hexagonales seront très légèrement ondulées en raison de l'inexactitude des angles).

Le triakitétraèdre tronqué est un quasi-solide de Johnson : il est convexe, mais ses faces ne sont pas strictement régulières. C'est aussi le cas du dodécaèdre rhombique tronqué et du triacontaèdre rhombique tronqué.

## Patron
Voici le patron d'un triakitétraèdre tronqué :